# Asbestopluma belgicae
Asbestopluma (Asbestopluma) belgicae is een sponssoort in de taxonomische indeling van de gewone sponzen (Demospongiae). Het lichaam van de spons bestaat uit kiezelnaalden en sponginevezels, en is in staat om veel water op te nemen. 
De spons behoort tot het ondergeslacht Asbestopluma van het geslacht Asbestopluma in de familie Cladorhizidae. De wetenschappelijke naam van de soort werd voor het eerst geldig gepubliceerd in 1901 door Émile Topsent.
De soort werd bij Antarctica ontdekt door de Belgische Antarctische expeditie van 1897-1899 onder leiding van Adrien de Gerlache. Topsent noemde ze naar het expeditieschip Belgica. Hij deelde ze in bij een nieuw ondergeslacht van Cladorhiza, Cladorhiza (Asbestopluma).